# Дженні Ерпенбек

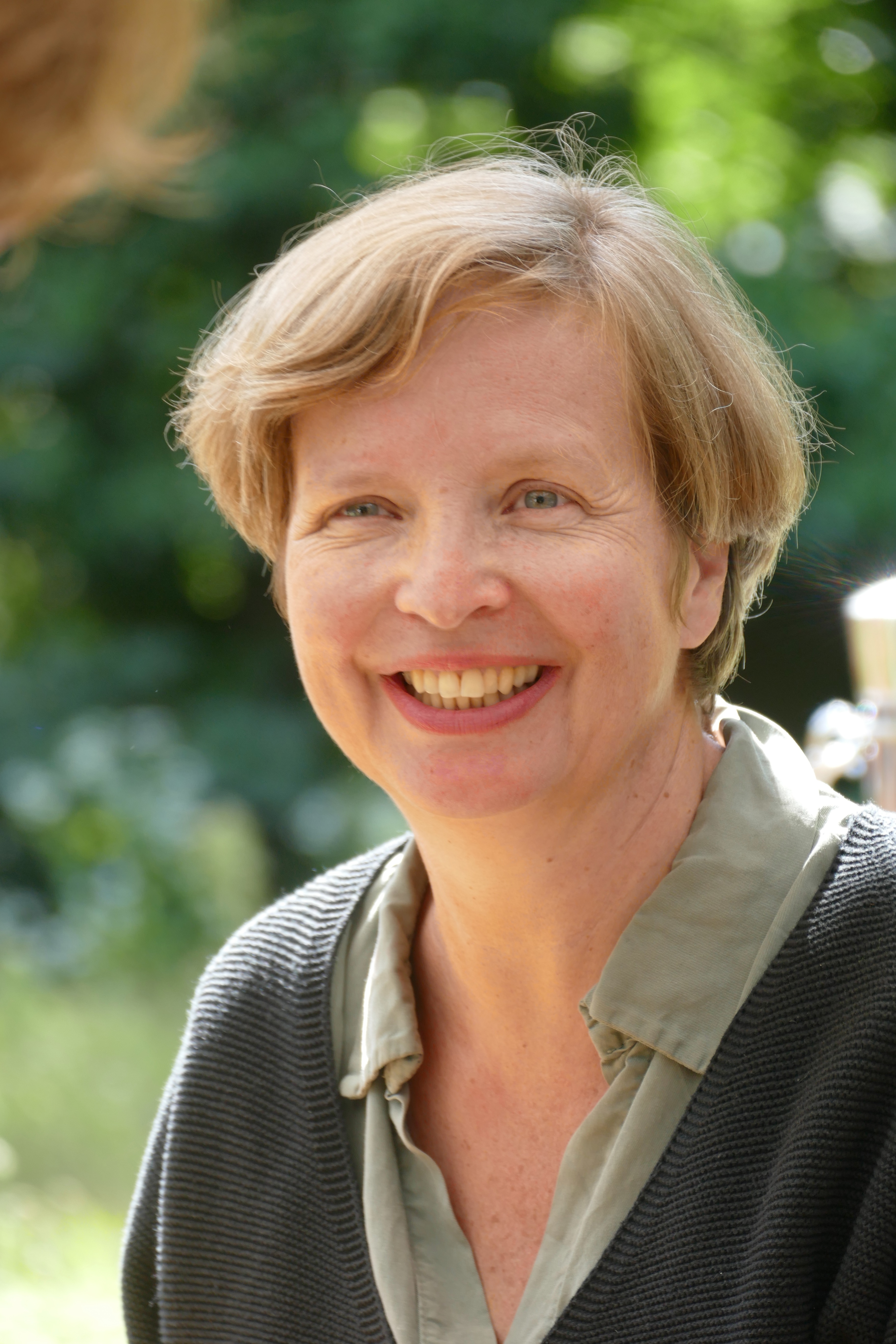
Дженні Ерпенбек 2021 на поетичному фестивалі в Ерланґені

Дженні Ерпенбек (нім. Jenny Erpenbeck; 12 березня 1967, Східний Берлін) — німецька письменниця та театральна режисерка. Отримала кілька важливих німецьких і міжнародних літературних нагород, у тому числі Незалежну премію зарубіжної художньої літератури (2015), Премію Томаса Манна (2016) і Міжнародну Букерівську премію (2024), ставши першою німкенею, яка отримала цю нагороду.

## Життєпис
Дженні Ерпенбек народилася в родині, в якій багато хто писали: вона дочка перекладачки з арабської мови Доріс Кіліас і фізика, філософа і письменника Джона Ерпенбека. Бабуся та дідусь Ерпенбек по батьковій лінії — письменники Фріц Ерпенбек і Гедда Ціннер.
Ерпенбек відвідувала розширену середню школу (EOS) у Східному Берліні, яку закінчила в 1985 році. Опісля пройшла дворічне навчання палітурниці. Потім був рік практичної роботи майстринею реквізиту в Театрі Клейста у Франкфурті-на-Одері і костюмеркою у Берлінській державній опері. З 1988 по 1990 рік вивчала театрознавство в Берлінському університеті імені Гумбольтів. Про кінець НДР Ерпенбек сказала: «Свобода не була подарована. Вона мала ціну, і ціною було все моє попереднє життя».
У 1990 році перейшла на навчання режисури музичного театру (в т.ч. в Рут Берґгаус і Пітера Конвічні) в Університеті музики імені Ганна Ейслера в Берліні. У 1993 році вона асистувала Гайнеру Мюллеру в постановці «Трістана та Ізольди» на Байройтському фестивалі. Після успішного закінчення навчання з 1997 року працювала режисеркою у Німеччині та Австрії. Тоді ж почала писати. Дебютувала з твором «Історія старої дитини» у 1999 році. За цим були такі романи, як «Visitation» (2008), «All Day Evening» (2012) і «Walk, Walk, Gone» (2015), за які вона отримала численні нагороди в країні та за кордоном, у тому числі Премію Томаса Манна та Незалежну премію іноземної фантастики (2016 перейменована на Man Booker Міжнародна премія, з 2020 року — на Міжнародну Букерівську премію).
Твори Ерпенбек перекладені на 30 мов, у тому числі англійську, французьку, іспанську, італійську, шведську, турецьку, арабську, іврит, данську, грецьку, голландську, норвезьку, словенську, угорську, японську, корейську, литовську, польську, румунську, естонську та фінську.

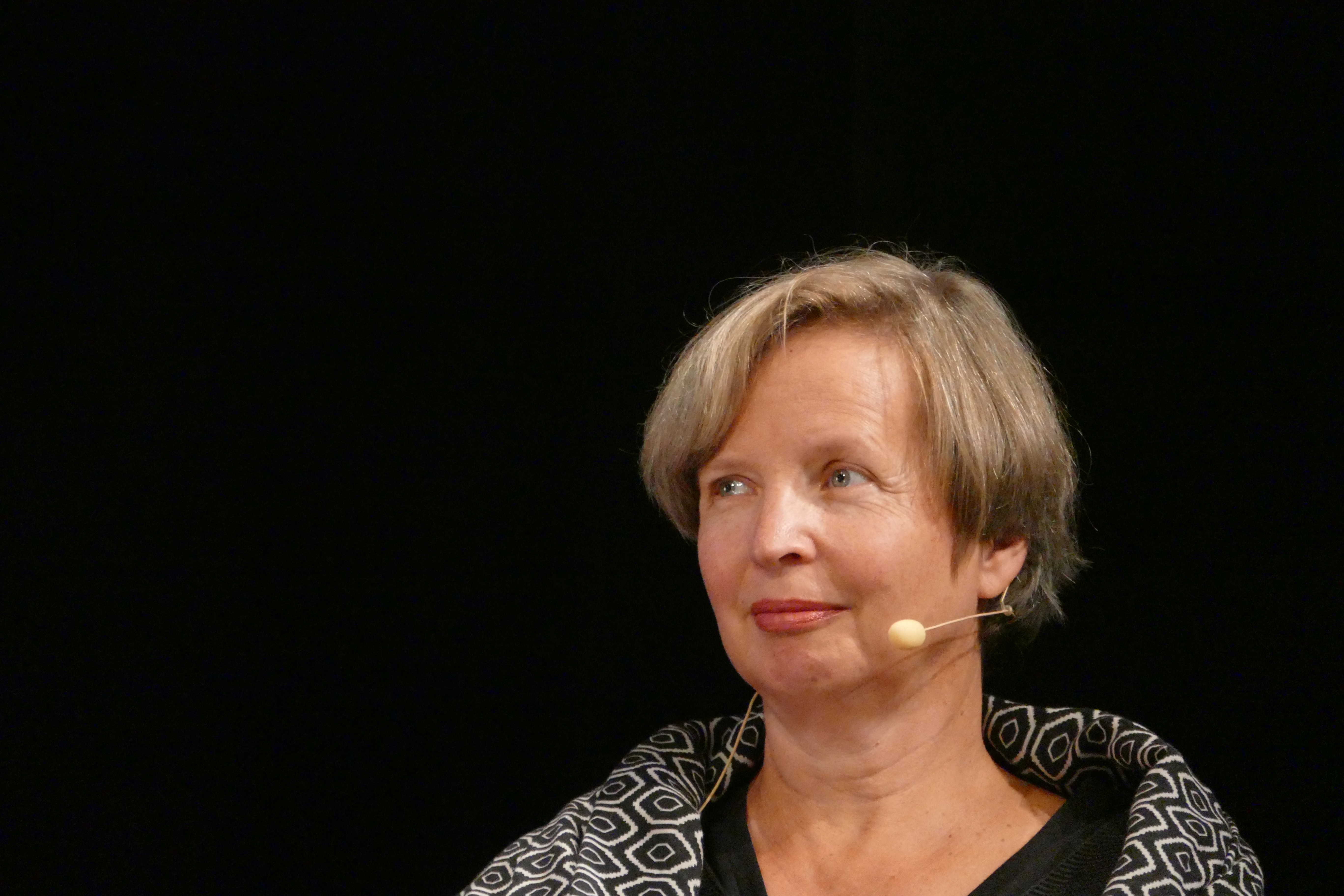
Дженні Ерпенбек, 2021

Ерпенбек є членкинею Німецької академії мови та поезії, Берлінської академії мистецтв, Академії наук і літератури в Майнці та ПЕН-центру Німеччини. У 2017 році вона була нагороджена Орденом «За заслуги перед Федеративною Республікою Німеччина». З 2018 року Ерпенбек представляє літературна агенція Wylie.
Ерпенбек одружена з диригентом Вольфгангом Божичем. У 2002 році народила сина. Сім'я живе в Берлін-Мітте.

## Твори

### Каїр(2021)
Дія роману «Каїр» (2021) розгортається у Східному Берліні наприкінці 1980-х і розповідає про зв'язок одруженого письменника Ганса, якому близько 50 років, з 19-річною Катаріною.
«Цей роман, безперечно, є одним із найщиріших і найкращих романів про занепад НДР», — зазначив Пітер Мор у Münchner Abendzeitung. Ерпенбек — «не остальгістка», — написав Фолькер Вайдерманн, але «Каїр» передає «силу горя та втрати» розвалу НДР. Це «історія втрати», і той факт, що книга не була номінована в Німеччині ні на Німецьку книжкову премію, ні на премію Лейпцизького книжкового ярмарку, можливо, також пов'язаний з тим, що журі складалося із західних німців». Адам Собочинський у «Die Zeit» висловився про книгу значно критичніше. Хоча він високо оцінив літературну якість роману, він також вказав на дуже спотворене зображення Федеративної Республіки, яке сусідило з майже сяючим образом НДР і, зокрема, Москви.
Твір відзначено Премією Уве Джонсона у 2022 році. У 2024 році Ерпенбек стала першою німкенею, яка отримала Міжнародну Букерівську премію з романом «Каїр», разом із Міхаелем Гофманом, перекладачем твору. Вона єдина людина, яка отримала Міжнародну Букерівську премію та її попередницю, Незалежну премію зарубіжної літератури, і була номінована на Міжнародну Букерівську премію загалом шість разів.

### Рецензії
Ерпенбек «більш відома за кордоном, ніж у Німеччині». На міжнародному рівні її назвали кандидаткою на Нобелівську премію з літератури. Андреас Платтгаус пояснює її успіх в англомовному світі історичним «тлом НДР», на якому розгортаються романи Ерпенбек, а також переважно традиційним стилем оповіді, який «всупереч експериментальним концепціям багатьох німецькомовних сучасних людей» авторів, використовує форму для передачі історії».

## Твори

### Проза
- Geschichte vom alten Kind. Eichborn, Frankfurt am Main 1999, ISBN 3-8218-0784-9.
- Tand. Erzählungen. Eichborn, Frankfurt am Main 2001, ISBN 3-8218-0696-6.
- Wörterbuch. Eichborn, Frankfurt am Main 2004, ISBN 3-8218-0742-3.
- Heimsuchung. Eichborn, Frankfurt am Main 2008, ISBN 978-3-8218-5773-2.
- Dinge, die verschwinden. Galiani, Berlin 2009, ISBN 978-3-86971-004-4.
- Aller Tage Abend. Knaus Verlag, München 2012, ISBN 978-3-8135-0369-2[12].
- Sich ganz weit verirren – Sich vom Verirren verirren. Rede an die Abiturienten des Jahrgangs 2014. Hg. von Ralph Schock. Conte, Sankt Ingbert 2014, ISBN 978-3-95602-019-3.
- Gehen, ging, gegangen. Knaus, München 2015, ISBN 978-3-8135-0370-8.
- Kein Roman. Texte und Reden 1992 bis 2018. Penguin, München 2018, ISBN 978-3-328-60029-9.
- Kairos. Roman. Penguin Verlag, München 2021 ISBN 978-3-328-60085-5.
- Jenny Erpenbeck über Christine Lavant. Kiepenheuer & Witsch, Köln 2023 ISBN 978-3-462-00468-7.

### Драматургія
- У котів сім життів. Прем'єра: 30 січня 2000, Vereinigte Bühnen Graz; опубліковано Айхборн, Франкфурт-на-Майні 2000 ISBN 3-8218-0785-7 та видавництвом авторів ISBN 978-3-88661-339-7.
- Фізичні вправи для грішника. Прем'єра: 27 березня 2003, Берлінський німецький театр
- Брудна ніч. Опубліковано Verlag der Autors, Франкфурт-на-Майні, 2015, ISBN 978-3-88661-339-7
- Лот. Лібрето до опери німецькою мовою Джорджіо Баттістеллі, прем'єра: 28 травня 2017, Ганноверська державна опера 2016 [13]; Продаж Casa Ricordi Milano

### Постановки
- 1997: Вірші з «Hauspostille» (Брехт), Берлінський ансамбль
- 1998: «Гензель і Гретель» (Гумпердінк), Оперний театр Граца
- 2000: «У котів сім життів» (прем'єра), Шаушпільгаус Грац «Режисер драми/фармацевт» (Моцарт/Гайдн), Landestheater St. Pölten «Кабаре» (Кандер), Шаушпільгаус Лінц
- 2001: «Очікування/Замок герцога Синя Борода», (Шенберг/Барток), Оперний театр Граца
- 2002: «Орфей», (Монтеверді), Аахенський театр
- 2003: «Ацис і Галатея» (Гендель), Німецька державна опера
- 2004: «Орфей у підземному світі» (Оффенбах/Гакс), театр Ганса Отто, Потсдам
- 2006: «Зайде» (Моцарт/Ерпенбек), Нюрнберзька опера (Маркграфентеатр Ерланген)

### Есе
- Не роман. Тексти та виступи 1992–2018. Penguin, Мюнхен 2018, ISBN 978-3-328-60029-9

## Аудіокниги
- Відвідування (роман, читання автора), Hörverlag, Мюнхен 2016, ISBN 978-3-8445-2510-6 (завантажити аудіокнигу )
- Каїр (роман, читання автора), аудіовидавництво, Мюнхен 2021, ISBN 978-3-8445-4353-7 (завантаження аудіокниги )
- Дженні Ерпенбек про Крістін Лавант (читання автора, з Берндом Рейзером ), Argon Verlag, Берлін 2023, ISBN 978-3-7324-7361-8 (завантаження аудіокниги )